# Emerson Indy 250 2003
Emerson Indy 250 2003 var ett race som var den elfte deltävlingen i IndyCar Series 2003. Racet kördes den 10 augusti på Gateway International Raceway. Hélio Castroneves vann från pole position, och tog sig återigen fram i mästerskapet. Tony Kanaan återtog den sammanlagda ledningen med en andraplats, medan Gil de Ferran hängde på honom med en tredjeplats. Scott Dixon, mästerskapsledaren efter Michigan, tappade ledningen efter att ha råkat ut för ett växellådsproblem under racets andra halva.

## Slutresultat
| Plats | Förare            | Team                     | Grid | Kvaltid |
| ----- | ----------------- | ------------------------ | ---- | ------- |
| 1     | Hélio Castroneves | Marlboro Team Penske     | 1    | 25,573  |
| 2     | Tony Kanaan       | Andretti Green Racing    | 3    | 25,615  |
| 3     | Gil de Ferran     | Marlboro Team Penske     | 4    | 25,628  |
| 4     | Tomas Scheckter   | Chip Ganassi Racing      | 7    | 25,815  |
| 5     | Dan Wheldon       | Andretti Green Racing    | 12   | 26,161  |
| 6     | Sam Hornish Jr.   | Panther Racing           | 14   | 26,268  |
| 7     | Tora Takagi       | Mo Nunn Racing           | 10   | 26,085  |
| 8     | Greg Ray          | Access Motorsports       | 13   | 26,232  |
| 9     | Vitor Meira       | Team Menard              | 15   | 26,283  |
| 10    | Scott Sharp       | Kelley Racing            | 20   | 26,976  |
| 11    | Buddy Lazier      | Hemelgarn Racing         | 21   | 27,200  |
| 12    | Robbie Buhl       | Dreyer & Reinbold Racing | 19   | 26,752  |
| 13    | Sarah Fisher      | Dreyer & Reinbold Racing | 18   | 26,716  |
| 14    | Buddy Rice        | Cheever Racing           | 11   | 26,147  |
| 15    | Scott Dixon       | Chip Ganassi Racing      | 5    | 25,659  |
| 16    | Alex Barron       | Mo Nunn Racing           | 8    | 25,859  |
| 17    | A.J. Foyt IV      | A.J. Foyt Enterprises    | 16   | 26,555  |
| 18    | Roger Yasukawa    | Fernández Racing         | 9    | 26,058  |
| 19    | Kenny Bräck       | Team Rahal               | 2    | 25,600  |
| 20    | Al Unser Jr.      | Kelley Racing            | 17   | 26,678  |
| 21    | Bryan Herta       | Andretti Green Racing    | 6    | 25,764  |